# Ludovico Scarfiotti
 Ludovico Scarfiotti  va ser un pilot de curses automobilístiques italià que va arribar a disputar curses de Fórmula 1.
Va néixer el 18 d'octubre del 1933 a Torí, Itàlia i va morir en un accident a una cursa prop de Berchtesgaden, Alemanya el 8 de juny del 1968.

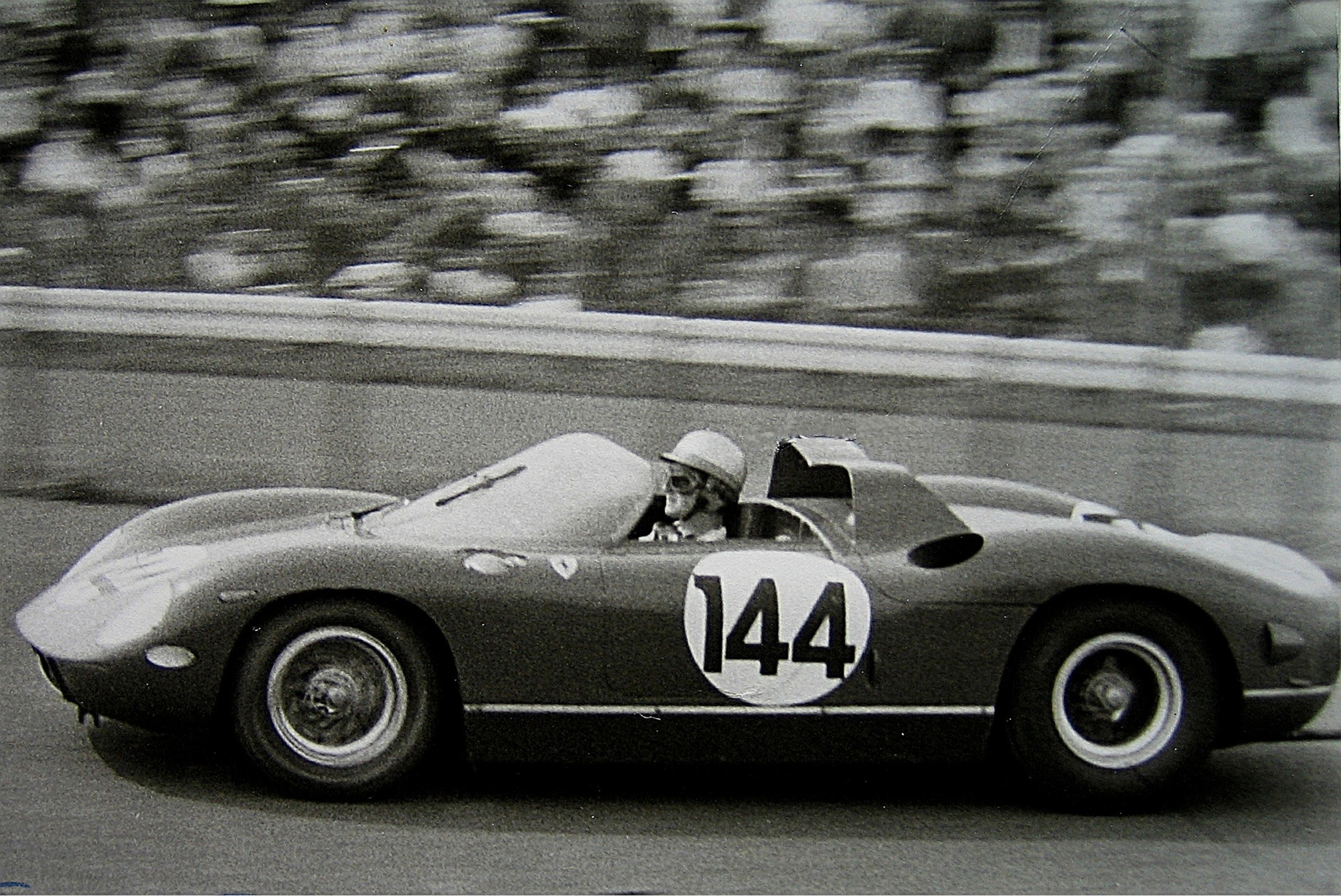
Ludovico Scarfiotti a Nürburgring (1964).

## A la F1
Ludovico Scarfiotti va debutar a la tercera cursa de la temporada 1963 (la catorzena temporada de la història) del campionat del món de la Fórmula 1, disputant el 23 de juny del 1963 el GP dels Països Baixos al circuit de Zandvoort.
Va participar en un total de dotze proves puntuables pel campionat de la F1, disputades en sis temporades consecutives (1963-1968) assolí una victòria al Gran Premi d'Itàlia del 1966 i sumant un total de disset punts pel campionat del món de pilots.

## Resultats a la Fórmula 1
| Any  | Equip                 | Xassís  | Motor    | 1       | 2     | 3     | 4       | 5   | 6       | 7     | 8     | 9       | 10      | 11  | 12  | Posició | Punts |
| ---- | --------------------- | ------- | -------- | ------- | ----- | ----- | ------- | --- | ------- | ----- | ----- | ------- | ------- | --- | --- | ------- | ----- |
| 1963 | Scuderia Ferrari      | Ferrari | Ferrari  | MON     | BEL   | HOL 6 | FRA NVS | GBR | ALE     | ITA   | USA   | MEX     | SUD     |     |     | 16è     | 1     |
| 1964 | Scuderia Ferrari      | Ferrari | Ferrari  | MON     | HOL   | BEL   | FRA     | GBR | ALE     | AUT   | ITA 9 | USA     | MEX     |     |     | -       | 0     |
| 1965 | Scuderia Ferrari      | Ferrari | Ferrari  | SUD     | MON   | BEL   | FRA     | GBR | HOL     | ALE   | ITA   | USA     | MEX NVS |     | -   | 0       |       |
| 1966 | Scuderia Ferrari      | Ferrari | Ferrari  | MON     | BEL   | FRA   | GBR     | HOL | ALE Ret |       |       |         |         |     |     | 10è     | 9     |
| 1966 | Scuderia Ferrari      | Ferrari | Ferrari  |         |       |       |         |     |         | ITA 1 | USA   | MEX     |         |     |     | 10è     | 9     |
| 1967 | Scuderia Ferrari      | Ferrari | Ferrari  | SUD     | MON   | HOL 6 | BEL Ret | FRA | GBR     | ALE   | CAN   |         |         |     |     | 21è     | 1     |
| 1967 | Anglo American Racers | Eagle   | Weslake  |         |       |       |         |     |         |       |       | ITA Ret | USA     | MEX |     | 21è     | 1     |
| 1968 | Cooper Car Company    | Cooper  | Maserati | SUD Ret |       |       |         |     |         |       |       |         |         |     |     | 16è     | 6     |
| 1968 | Cooper Car Company    | Cooper  | BRM      |         | ESP 4 | MON 4 | BEL     | HOL | FRA     | GBR   | ALE   | ITA     | CAN     | USA | MEX | 16è     | 6     |

### Resum
| Curses: | Victòries: | Pòdiums: | Poles: | Voltes ràpides: | Punts: |
| ------- | ---------- | -------- | ------ | --------------- | ------ |
| 12      | 1          | 1        | 0      | 1               | 17     |